# Pāveh (kommunhuvudort i Iran)
Pāveh (persiska: پاوه) är en kommunhuvudort i Iran.   Den ligger i provinsen Kermanshah, i den nordvästra delen av landet, 500 km väster om huvudstaden Teheran. Pāveh ligger 1 525 meter över havet och antalet invånare är 17 779.
Terrängen runt Pāveh är bergig norrut, men söderut är den kuperad.Runt Pāveh är det ganska glesbefolkat, med 34 invånare per kvadratkilometer. Pāveh är det största samhället i trakten. Trakten runt Pāveh består i huvudsak av gräsmarker.